# Staudach (Staudach-Egerndach)

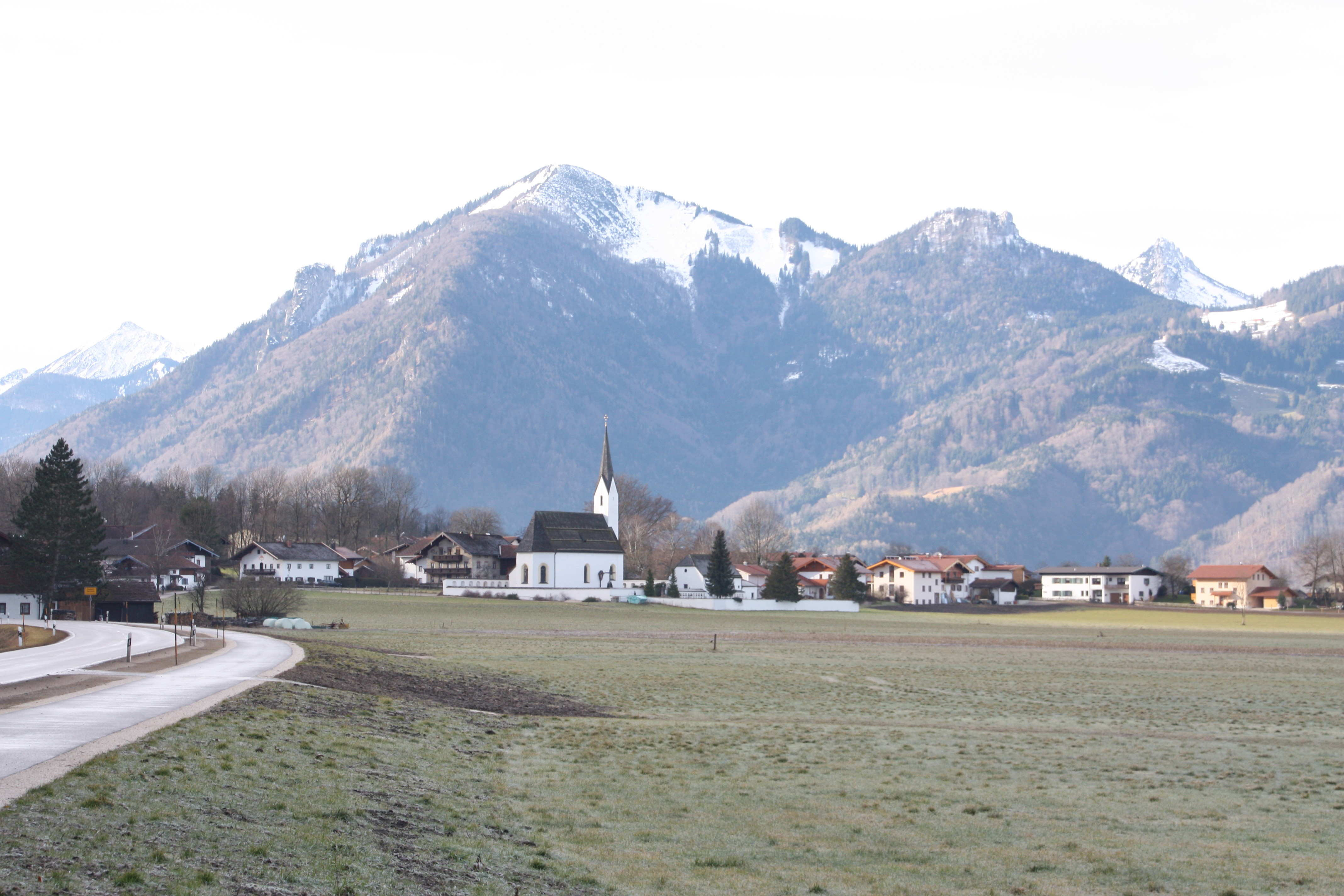
Ortsansicht

Staudach ist ein Gemeindeteil der Gemeinde Staudach-Egerndach im oberbayerischen Landkreis Traunstein.

## Geschichte
Der Ort Staudach wurde 1150 als „Studahe“ erstmals urkundlich erwähnt. Auf dem heutigen Gemeindegebiet von Staudach-Egerndach befand sich im Mittelalter die Burg Hohenstein, die sich zeitweise im Besitz des Chiemgau-Grafengeschlechts der Sieghardinger befand. Die Anlage, von der heute nur noch wenige Reste auf dem Schlossberg erhalten sind, wechselte häufig den Besitzer. Im Jahr 1260 kam die Burg zur Herrschaft von Herzog Heinrich XIII. von Bayern-Landshut. Die heutige selbstständige Gemeinde Staudach-Egerndach entstand 1818 als Gemeinde Egerndach mit den Ortsteilen Staudach und Egerndach. Am 13. April 1949 wurde der Gemeindename Egerndach amtlich in Staudach-Egerndach geändert.

## Bodendenkmäler
Siehe: Liste der Bodendenkmäler in Staudach-Egerndach